# 華倫·克里斯泰
華倫·克里斯泰（Warren Christie，1975年11月4日—）是加拿大的一位演員，出生在北愛爾蘭。他最著名的作品是在ABC電視劇十月之路中飾演Ray Cataldo角色。